# Cmentarzysko w Kowalewku
Cmentarzysko w Kowalewku – gockie, birytualne cmentarzysko ciałopalno-szkieletowe zlokalizowane w Kowalewku (powiat obornicki, województwo wielkopolskie). 
Cmentarzysko zostało odkryte w 1993, podczas prac wykopaliskowych związanych z budową polskiego odcinka gazociągu jamalskiego. Nie było ono znane wcześniej i z uwagi na swoje rozmiary stało się sensacją naukową. Jest jednym z największych cmentarzysk prehistorycznych znajdujących się na terenie Polski. W jego obrębie zlokalizowanych jest 496 grobów, z których niektóre zostały bogato wyposażone przez współczesnych pochówkom. Dwa groby kobiece, z uwagi na wyjątkowo bogate znaleziska, zostały nazwane grobami księżniczek. Kryły zapewne zwłoki osób zamożnych i wysoko postawionych w hierarchii plemiennej. Niektóre z grobów świadczą o towarzyszącym pochowkom zabiegach rytualnych o niejasnej dla archeologów genezie. Czaszki niektórych zwłok były odwrócone twarzą do dołu, położona na klatce piersiowej lub w nogach. Przy zwłokach obecne były ozdoby (głównie bransolety z brązu, srebra i złota, a także szpile, sprzączki, wisiorki, klamerki i kolie paciorków), a także fragmenty strojów. Większość z nich charakteryzowała się wysokim kunsztem wykonania. Świadczyła o kontaktach handlowych tutejszego ludu z Imperium Rzymskim. Świadczy o tym zwłaszcza brązowy dzban z dionizyjskimi motywami grecko-rzymskimi.
Badacze zadatowali powstanie cmentarzyska na połowę I wieku n.e. Używane było stosunkowo długo, przez okres 170 lat, do około 220 roku (około siedem generacji). Chowano tu przedstawicieli kultury wielbarskiej – skandynawskich Gotów i Gepidów, kulturowo mieszanych z ludnością wcześniej zamieszkującą te tereny, czyli m.in. z Wenedami.
Cmentarzysko zostało w całości rozpoznane wykopaliskowo. Naukowcy dysponują zatem informacjami o całości populacji, która została na nim pochowana. Spośród 496 grobów zachowało się 205, przynajmniej częściowo zachowanych, szkieletów. Osoby poniżej dwudziestego roku życia stanowili 46% pochowanej populacji. Wśród osobników dorosłych, co do których udało się określić płeć, dominowały kobiety. Wiek osób pochowanych antropologicznie określono dla 316 zmarłych, w tym 111 dzieci (22,4%). Nie odnotowano natomiast żadnych pochówków noworodków, co może być konsekwencją odmiennego sposobu grzebania takich osób (możliwe, że utrata przez nich życia zbyt mocno odbiegała od ówczesnego wyobrażenia „dobrej śmierci”, co mogło wykluczać tradycyjny ryt pogrzebowy). Oprócz pochówków szkieletowych odkryto 62 groby popielnicowe, w tym 42 urny grubościenne.